# Одержимый (фильм, 1966)
«Одержимый» (узб. Жинни) — советский чёрно-белый художественный широкоэкранный фильм 1965 года, снятый режиссёром Загидом Сабитовым на киностудии «Узбекфильм».
Премьера состоялась 12 декабря 1966 года. Фильм посмотрели 8,1 млн зрителей.

## Сюжет
Красноармеец Максуд, возвращается в свой кишлак вместе с отрядом Красной Армии и видит, что там всё осталось по-прежнему: баи продолжают бесчинствовать и притеснять народ. Бек Рахманкул пытается взять сокровища из мечети для своей банды, а его сын Хаким отказывается помочь ему из-за запрета на похищение мусульманок.
Замира, сбежав от Рахманкула, обращается за помощью к Максуду, который узнаёт в мулле Назире своего сына. Шейх Аббас пытается подстроить сына против отца, но Назир, понимая справедливость красноармейцев, переходит на сторону Максуда.
Однако предательство уготовано со стороны приближенного шейха — Камалетдина, который убивает Назира.

«Одержимый» замышлялся нами как фильм о добре и несправедливости, о свободе и добровольном закабалении духа. Мы стремились построить картину как философский спор, как напряжённый интеллектуальный диспут между носителями двух противоположных и противоборствующих начал.
— Загид Сабитов, газета «Советская культура», 13 ноября 1965

## В ролях
- Закир Мухамеджанов — Максуд, большевик
- Туган Режаметов — Назир, молодой мулла
- Гурген Тонунц — Рахманкул
- Светлана Норбаева — Замира
- Алим Ходжаев — шейх Аббас
- Антонина Рустамова — Айгюль
- Наби Рахимов — Акбарали
- Сагат Талипов — Сафарбай
- Хамза Умаров — Азим
- Гани Агзамов — Камалетдин
- Анатолий Кабулов — юродивый
- Уктам Лукманова — соседка
- Фархад Хайдаров — духанщик

Роли дублировали:
- Алексей Сафонов — Назир
- Владимир Дружников — Максуд
- Роза Макагонова — Замира
- Сергей Курилов — Аббас
- Чеслав Сушкевич — Камалетдин
- Николай Граббе — Акбарали
- Лариса Матвеенко — Айгуль
- Владислав Ковальков — Азим
- Яков Беленький — Сафарбай
- Юрий Чекулаев — Агзам
- Михаил Глузский — юродивый

## Съёмочная группа
- Автор сценария: Иззат Султанов
- Режиссёр-постановщик: Загид Сабитов
- Главный оператор: Леонид Травицкий
- Главный художник: Валентин Синиченко
- Композитор: Владимир Юровский
- Звукооператор: Григорий Сенчило
- Режиссёр: А. Кабулов
- Оператор: Лев Симбирцев
- Монтажёр: Иосиф Гордон
- Ассистент по монтажу: В. Лагутина
- Комбинированные съёмки:
  - Оператор: Владимир Морозов
  - Художник: Вениамин Мякотных
- Редактор: Анатолий Мадорский
- Директор картины: Семён Кутиков

Фильм дублирован на Центральной киностудии детских и юношеских фильмов им. М. Горького
- Режиссёр дубляжа: Галина Водяницкая
- Звукооператор: Александр Избуцкий

## Награды
Оператор Леонид Травицкий получил Почётный диплом за удачный кинематографический дебют на V смотре-соревновании кинематографистов Средней Азии и Казахстана в Ашхабаде (1966).